# Clié

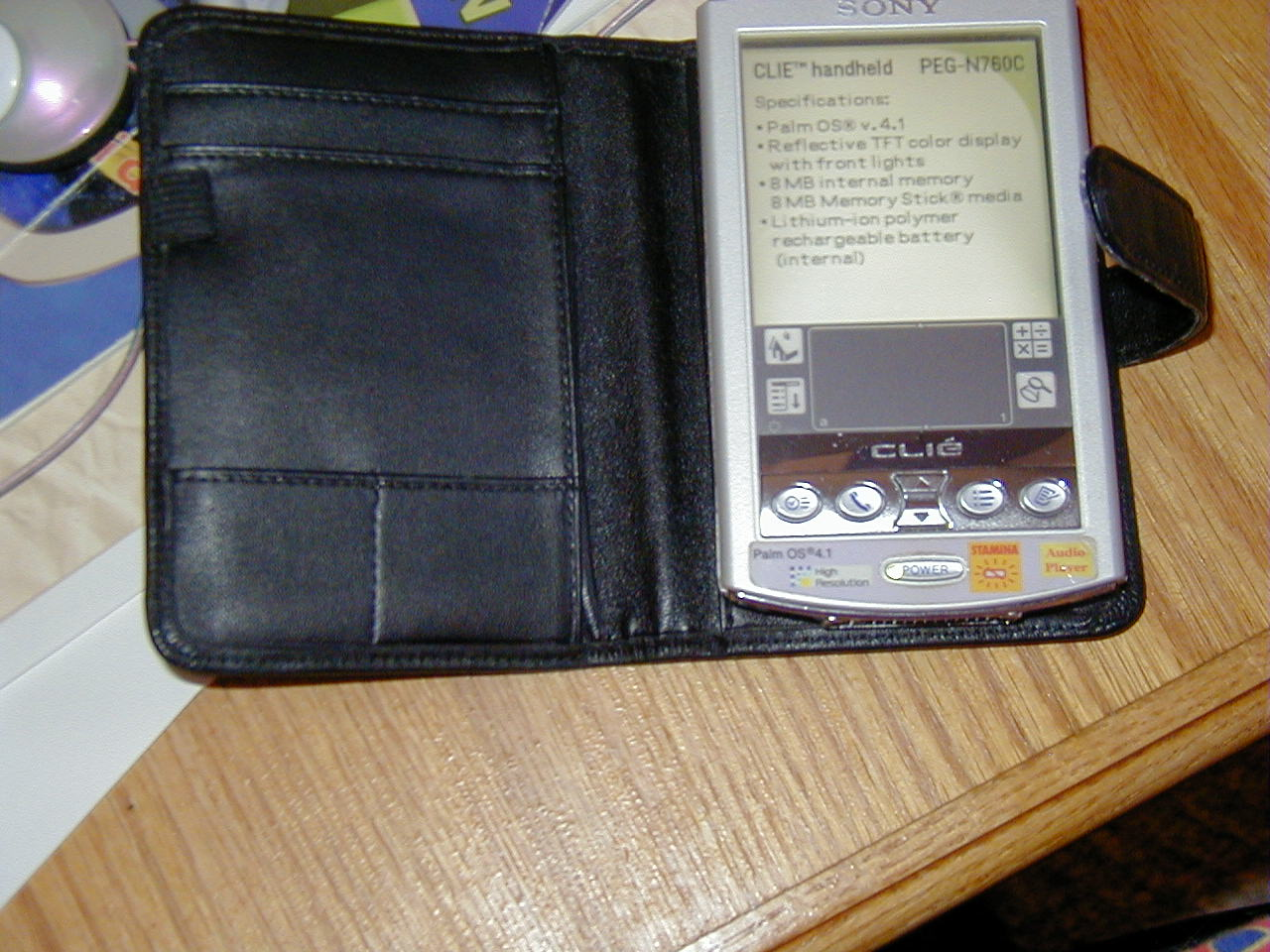
PDA Sony Clié N760C.

Sony Clié é uma série de personal digital assistants (PDAs) produzidos pela Sony entre os anos de 2000 a 2005 que rodam o sistema Palm OS, o nome é um acrônimo para Creativity, lifestyle, innovation, emotion, se diferenciava dos PDAs da Palm por ter foco multimídia.